# Îles Éparses

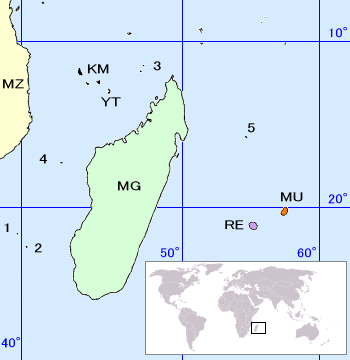
Harta insulelor
• 1 : Bassas da India
• 2 : Europa
• 3 : Insulele Glorioase
• 4 : Juan de Nova
• 5 : Tromelin
(KM : Comore, MG : Madagascar, MU : Maurițius, MZ : Mozambic, RE : Réunion, YT : Mayotte)

Insulele Împrăștiate în Oceanul Indian (franceză Îles éparses de l'océan Indien sau simplu Îles éparses) este numele sub care sunt cunoscute cinci insule mici aflate sub suveranitate franceză situate în Canalul Mozambicului, între Madagascar și continentul African, cu excepția Insulei Tromelin care este situată la est de Madagascar.

## Geografie
Suprafața totală a insulelor este de doar 118,4 km² din care doar 38,6 km² sunt terenuri neacoperite de apă, datorită faptului că laguna insulei Bassas da India (79,8 km²) este total acoperită de apă în anumite zile ale anului timp de câteva ore.
Insulele nu au o populație autohtonă. Din 1973 insulele Glorioase, Insula Juan de Nova și Insula Europa adăpostesc câteva mici detașamente de câte 14 persoane ale forțelor armate franceze din sudul Oceanului Indian. Un jandarm este prezent pe fiecare insulă pentru a exercita suveranitatea franceză, cu excepția insulei Tromelin, unde aceasta este exercitată de către șeful stației meteorologice. Cu excepția insulei Basas da India, din anii 1950 fiecre insulă adăpostește câte o stație meteorologică datorită situării lor în zone de formare a cicloanelor. Din anii 1980 toate stațiile meteorologice sunt automatizate sau semi-automatizate, astfel că doar insula Tromelin maia re o echipă de meteorologi.
În 1975 și 1981, Insulele Împrăștiate au declarate rezervații naturale, astfel că pescuitul și sejurul persoanelor este strict reglementat.
| Atol/Insulă        | Personal | Suprafață km² | Lagună km² | ZEE km² | Coordonate                          | poziție                     |
| ------------------ | -------- | ------------- | ---------- | ------- | ----------------------------------- | --------------------------- |
| Insulele Glorioase | 11       | 5             | 29.6       | 48350   | 11°30′S 47°20′E / 11.500°S 47.333°E | Canalul Mozambic, în nord   |
| Juan de Nova       | 14       | 4.4           | -          | 61050   | 17°03′S 42°45′E / 17.050°S 42.750°E | Canalul Mozambic, în centru |
| Bassas da India    | -        | 0.2           | 79.8       | 123700  | 21°27′S 39°45′E / 21.450°S 39.750°E | Canalul Mozambic, în sud    |
| Europa             | 12       | 28            | 9          | 127300  | 22°20′S 40°22′E / 22.333°S 40.367°E | Canalul Mozambic, în sud    |
| Tromelin           | 19       | 0.8           | -          | 280000  | 15°52′S 54°25′E / 15.867°S 54.417°E | Oceanul Indian occidental   |
| Total              | 56       | 38.6          | 118.4      | 640400  |                                     | -                           |

Insula Bassas da India se prezintă sub forma unei stânci ieșite din mare în mijlocul unui atol. Insula este nelocuită, doar o parte din ea nefiind acoperită de mareele foarte înalte. Insula Europa este situată la 330 km de Madagascar și 500 km de coasta Africii. Insula Juan de Nova este situată în partea cea mai îngustă a Canalului Mozambic, la 600 km sud-vest de Mayotte și la 280 km de coasta Africii. Insulele Glorioase sunt situate la nord de arhipelagul insulelor Comore și insula franceză Mayotte și sunt compuse din două insule coraliene  și câteva insule stâncoase. Insula Tromelin este situată la nord de Réunion și este locuită de 19 meteorologi.

## Istorie
Insulele au intrat sub suveranitate franceză în Secolul XIX, fiind dependente de colonia Madagascar. După independența acesteia în 1960, datorită importanței lor geostrategice, Franța a păstrat suveranitatea asupra lor și au trecut în subordinea prefectului din Réunion. Acestea se află pe rutele comerciale ce ocolesc Capul Bunei Speranțe și oferă Franței, împreună cu Mayotte și Réunion, o Zonă Economică Exclusivă de peste un milion de kilometri pătrați în Oceanul Indian.
Din 3 ianuarie 2005, în urma unei decizii a guvernului Franței, insulele au trecut sub responsabilitatea prefectului responsabil cu administrarea Teritoriilor australe și antarctice franceze. Este posibil ca în viitor insulele împrăștiate din Oceanul Indian să devină un district în cadrul Teritoriilor fustrale franceze.

## Diferende internaționale
- Insulele din canalul Mozambic sunt revendicate de Madagascar, revendicarea acestuia pentru insula Tromelin fiind mai puțin clară.
- Insulele Glorioase sunt revendicate și de către Comore și Seychelles.
- Tromelin este revendiată de Maurițius din 1976.